# Phedimus obtusifolius
Phedimus obtusifolius (C.A.Mey.) 't Hart ist eine Pflanzenart, die heute zur Pflanzengattung Phedimus gehört und früher zur Gattung Fetthennen (Sedum) gezählt wurde.

## Merkmale
Die Art ist eine ausdauernde sukkulente Pflanze. Die unbehaarten Triebe sind im oberen Bereich etwas warzig. Es werden zuerst unterirdische und sterile Triebe  ausgebildet. Diese sind nicht sehr lang und enden in verdickten, nahezu kugelförmigen, zwiebelähnlichen Sprosshaufen, an denen wiederum dicht stehende, kleine weiße Laubblätter stehen. Später im Herbst werden die sehr flachen und oberirdischen Rosetten ausgebildet. Die gegenständigen Blätter sind sitzend und haben eine spatelig-längliche bis länglich bis eiförmige oder verkehrt-eiförmige Blattspreite. Sie läuft in einer Spitze aus. Der Blattrand ist wenig gekerbt bis ganzrandig. Die Blätter werden 2 bis 40 Millimeter lang und bis zu 15 Millimeter breit.
Die aufrechten Blütentriebe sind kahl oder im oberen Bereich mit Warzen besetzt. Sie werden 6 bis 25, manchmal auch bis 40 Zentimeter lang. Der Blütenstand ist fast ein Ebenstrauß, der aus 2 bis 3, manchmal auch 4 Wickeln besteht. Die kleinen Tragblätter sind länglich. Die fünfzähligen Blüten sind nahezu sitzend und besitzen längliche bis breit längliche Kelchblätter. Diese sind spitz, nicht ganz einheitlich und meistens zur Spitze hin mit kleinen Warzen besetzt. Sie werden 3 bis 6 Millimeter lang. Die breit lanzettlichen bis länglichen Blütenblätter besitzen ein langes, aufgesetztes Spitzchen. Sie werden 6 bis 10 Millimeter lang und sind weiß, rosa oder bis rötlich purpurn gefärbt. Die weiß bis rot farbenen Staubfäden werden 3 bis 6 Millimeter lang und tragen die roten Staubbeutel. Die Nektarschüppchen werden 0,3 Millimeter lang und 0,9 Millimeter breit. Die an der Basis auf einer Länge von 0,5 Millimeter miteinander verwachsenen Balgfrüchte sind sternförmig ausgebreitet angeordnet und besitzen an den Nähten gut sichtbare Lippen. Die Oberfläche der Früchte ist mit sehr kleinen Warzen besetzt. Sie enthalten 4 bis 10 Samen.
Die Chromosomenzahl ist 2n = 12 oder 30.
Die Art ist sehr variabel, wenn man die Triebgröße, Blätter und Blütenstände vergleicht. Anhand von türkischem Material, welches nur in kleinen Mengen verfügbar war, wurde festgestellt, dass die morphologische Variabilität mit cytogeografischen Unterschieden einhergeht. Diploide Pflanzen (2n = 12) kommen nur im Süden und Osten Anatoliens vor, während polyploide Pflanzen (2n = 30) ihr Verbreitungsgebiet im Westen und in Zentral-Anatolien haben. Diploide Pflanzen erscheinen mit schmaleren Habitus und kleineren Blättern. Die polyploiden Pflanzen sind kräftiger und weisen längere Triebe, größere Blätter und Blütenstände auf. Diese polyploiden Pflanzen scheinen der Varietät listoniae zu entsprechen. Henk 't Hart und E. Bleij erkennen diese jedoch nicht an, da aus ihrer Sicht dazu noch umfangreiche Studien zur Variabilität notwendig sind.

## Verbreitung und Systematik
Phedimus obtusifolius ist im Iran, in Aserbaidschan im östlichen Kaukasus, in Armenien und in der östlichen Türkei auf trockenen Böden in einer Höhenlage bis 2160 Meter verbreitet.
Die Erstbeschreibung der Art erfolgte 1831 durch Carl Anton von Meyer als Sedum obtusifolium C.A.Mey. 1995 stellte Henk 't Hart die Art in die Gattung Phedimus.
Es existieren viele Synonyme zu der Art, wie etwa Asterosedum obtusifolium (C.A.Mey.) Grulich, Sedum cariense Jaub. & Spach, Sedum listoniae Vis., Sedum anatolicum K.Koch, Sedum millii Baker, Sedum proponticum Azn., Sedum bornmuelleri Hausskn. ex Bornm. und Sedum gemmiferum Woronow ex Grossh..